# Сланцепереробний завод Пуертояно
Сланцепереробний завод Пуертояно — колишній іспанський виробничий майданчик.
Ще з 18 століття в Пуертояно почали розробку покладів вугілля, а в 1912-му більшість гірничих відводів придбала компанія Société minière et métallurgique de Peñarroya (SMMP). Між кам'яновугільними пластами басейну Пуртояно залягають три пласти бітумінозних сланців, що викликало до життя проєкт їх переробки. У 1917-му SMMP інвестувала у створення першого заводу з перегонки сланців, що в підсумку досягнув річної потужності на рівні 8700 тонн сланцевої нафти та сульфатів (очистка продукту перегонки сульфатною кислотою є важливим елементом технології переробки сланців), з чого можливо було отримувати 4 млн літрів бензину, 0,4 млн літрів мастильних матеріалів та 1300 тонн асфальту.
У першій половині 1940-х на тлі міжнародної напівізоляції іспанський уряд створив компанію Calvo Sotelo de Combustibles Líquidos y Lubricantes (ENCASO), що мала спорудити кілька комплексів з виробництва рідкого палива та різноманітних хімічних продуктів з вугілля та горючих сланців. Один з таких комплексів мав базуватись в Пуертояно, при цьому в 1943-му уклали угоду з SMMP на постачання 0,75 млн тонн горючих сланців на рік. Втім, у підсумку з метою забезпечення сталої роботи майданчику ENCASO в 1948-му придбала у SMMP активи, що дозволяли видобувати сланці (при цьому також отримували певні обсяги вугілля).
Проєктні розрахунки показували, що при переробці 1,2 млн тонн сланців на рік буде можливо отримувати близько 110 тисяч тонн сланцевої нафти. Надалі вона мала проходити через установку гідрогенізації потужністю 140 тисяч тонн (для досягнення прийнятних показників якості передбачалось залучення до переробки певних обсягів справжньої нафти, що транспортувались залізницею з порту Уельва).
Первісно реалізація проєктів ENCASO затягувалась через ускладнення з придбанням обладнання іноземного виробництва, проте на початку 1950-х почалось потепління у відносинах Іспанії з демократіями, що дозволило активізувати роботи. В 1952-му стартувала експериментальна експлуатація першої сланцевої батареї, проте лише в 1955-му вдалось досягнути сталої роботи двох черг у складі чотирьох батарей (у цей же період видобуток сланцю зріс з 104 до 498 тисяч тонн на рік). З 1956-го сланцепергонний завод нарешті офіційно ввели в дію і протягом десятиліття (1956―1965) він зміг випустити 447 тисяч тонн моторних палив, 502 тисячі тонн мастильних матеріалів, 46 тисяч тонн парафінів та 242 тисячі тонн розчинників (disolventes), при цьому видобуток сланцю коливався від 598 до 856 тисяч тонн на рік. З плином часу змогли ввести в дію п'яту батарею, проте нездатність гірничого підрозділу забезпечити достатньо сировини змусила відмовитись від завершення в повному обсязі первісного проєкту, що передбачав наявність шести батарей.
З початком пускових робіт у 1952-му майданчик також почав випускати добриво — сульфат амонію. Втім, повномасштабний запуск цього напрямку припав на 1959-й, коли ввели в дію виробництво аміаку. Технологічний процес передбачав газифікацію вугілля із отриманням водню, який реакцією із виділеним з повітря азотом перетворювали на аміак. Далі аміак використовували для продукування нітратної кислоти та нітрату амонію (продукт реакції нітратної кислоти з аміаком), після чого з використанням вапняку отримували кінцевий продукт — кальцій-аміачну селітру. Проєктна потужність заводу становила 16 тисяч тонн у перерахунку на азот.
Комплекс у Пуертояно мав самостійно виробляти сульфатну кислоту, проте до завершення 1957-го фактичні інвестиції у цей напрямок майже дорівнювали нулю. Втім, є відомості, що комплекс все-таки отримав лінію сульфатної кислоти.
Нормалізація відносин з демократіями, яка дозволила отримати обладнання для заводу та запустити його, одночасно стала фатальною для проєкту в цілому — вільний доступ до нафтового ринку робив переробку сланцю нерентабельною. В 1966-му ENCASO запустила у Пуертояно класичний нафтопереробний завод, що отримував сировину по трубопроводу з порту Малага, і того ж року сланцепереробний завод закрили. Невдовзі — у 1970-му — в Пуертояно також відкрили завод азотних добрив, що споживав як сировину для продукування аміаку суміш легких рідких вуглеводнів (naphtha).